# Sphaeroma tuberculatum
Sphaeroma tuberculatum là một loài chân đều trong họ Sphaeromatidae. Loài này được Purusotham & Rao miêu tả khoa học năm 1971.